# STS-113
STS-113 — космический полёт MTKK «Индевор» по программе «Спейс Шаттл». Цель полёта — замена экипажа Международной космической станции, продолжение строительства МКС и доставка материалов и оборудования для продолжения работы долговременного экипажа станции. По программе сборки МКС миссия обозначалась как 11A. Индевор стартовал 24 ноября 2002 года из Космического центра Кеннеди в штате Флорида.

## Экипаж
- Командир: Джеймс Уэзерби (6)
- Пилот: Пол Локхарт (2)
- Специалист полёта 1: Майкл Лопес-Алегриа (3)
- Специалист полёта 2, бортинженер: Джон Херрингтон (1)

В этом полёте Уэзерби спустя 17 лет стал единственным, кто повторил рекорд, который поставил в 1985 г. Владимир Джанибеков, а именно — пятый раз командовал экипажем КК. (В первом полёте он командиром не был).

### Экипаж6-й экспедиции МКС(при запуске)
- Специалист полёта 3: Кеннет Бауэрсокс (5) — командир МКС-6
- Специалист полёта 4: Николай Бударин (3) — бортинженер 1 МКС-6
- Специалист полёта 5: Доналд Петтит (1) — бортинженер 2 МКС-6

### Экипаж5-й экспедиции МКС(при посадке)
- Специалист полёта 3: Валерий Корзун (2) — командир МКС-5
- Специалист полёта 4: Пегги Уитсон (1) — бортинженер 1 МКС-5
- Специалист полёта 5: Сергей Трещёв (1) — бортинженер 2 МКС-5

## Параметры миссии
- Масса:
  - Стартовая при запуске: 116,460 кг
  - Полезной нагрузки: 12,477 кг
- Перигей: 379 км
- Апогей: 397 км
- Угол наклона: 51,6°
- Период вращения: 92.3 мин

### Совместный полёт шаттла с МКС
- Стыковка: 25 ноября 2002, 21:59:00 UTC
- Расстыковка: 2 декабря 2002, 20:50:00 UTC
- Время стыковки: 6 дней, 22 ч, 51 мин, 00 с.

### Выходы в открытый космос
|      | Миссия          | Космонавты                          | Начало — UTC         | Конец — UTC           | Продолжительность | Цель |
| ---- | --------------- | ----------------------------------- | -------------------- | --------------------- | ----------------- | --- |
| 230. | STS-113 Выход 1 | Майкл Лопес-Алегриа Джон Херрингтон | 26 Ноября 2002 19:49 | 27 Ноября, 2002 02:34 | 6 ч, 45 мин       | Подключение секции P1 Truss к секции S0, демонтаж фиксаторов тележки CETA-B на секции P1.               |
| 231. | STS-113 Выход 2 | Майкл Лопес-Алегриа Джон Херрингтон | 28 Ноября 2002 18:36 | 29 Ноября 2002 00:46  | 6 ч, 10 мин       | Установка передатчика WETA на секцию P1, переустановка тележки CETA-B с секции P1 на S1.                |
| 232. | STS-113 Выход 3 | Майкл Лопес-Алегриа Джон Херрингтон | 30 Ноября 2002 19:25 | 1 Декабря 2002 02:25  | 7 ч, 00 мин       | Оснащение вставками SPD гидроразъёмов аммиачных магистралей, подключение гидромагистралей на секции P1. |

## Описание полёта
STS-113 в рамках миссии (11A) к Международной космической станции, доставила секцию P1 Truss (Port Side Thermal Radiator Truss). Специалисты миссии Майкл Лопес-Алегриа и Джон Херрингтон выполнив три выхода в открытый космос установили и активировали P1 Truss. На STS-113 возвратилось около 1969 кг (4340 фунтов) грузов со станции. 2 декабря, уже после расстыковки со станцией, с борта шаттла были запущены два пикоспутника MEPSI.
STS-113 доставила экипаж 6-й экспедиции на станцию и возвратила на Землю после 185-дневного пребывания в космосе экипаж 5-й экспедиции.
Данный полёт стал шестнадцатым Спейс Шаттла к МКС, девятнадцатым Спейс Шаттла Индевор за время его эксплуатации и 112-м полётом Спейс Шаттла космос.
STS-113 была последней успешной миссией до гибели Колумбии.